# Edifici Kronos
L'Edifici Kronos és un gratacel residencial de Benidorm (Marina Baixa, País Valencià).
Està situat a la zona de la platja de Llevant, a l'entrada de Benidorm, prop d'un altre gratacel: el Neguri Gane. L'estructura en formigó armat va ser dissenyada per l'Estudi d'Enginyeria Florentino Regalado & Asociados. Amb 145 metres, és el cinqué edifici més alt de Benidorm.